# Savinja
Savinja – rzeka w Słowenii, lewy dopływ Sawy. Jej długość wynosi 102 km.
Swe źródła ma na wysokości 1310 m n.p.m., w Dolinie Logarskiej, w Alpach Kamnickich. Powierzchnia jej dorzecza wynosi 1848 km². Do Sawy uchodzi w okolicach Zidaniego Mostu.
Jej dolny bieg, pomiędzy Letušem a Celjami, od XIX wieku jest miejscem uprawy chmielu. W jej górnym biegu uprawiana jest turystyka letnia i zimowa (Dolina Logarska, Ljubno ob Savinji, Luče, Mozirje i Solčava).